# Lockesburg (Arkansas)
Lockesburg es una ciudad ubicada en el condado de Sevier en el estado estadounidense de Arkansas. En el Censo de 2010 tenía una población de 739 habitantes y una densidad poblacional de 80,72 personas por km².

## Geografía
Lockesburg se encuentra ubicada en las coordenadas 33°58′23″N 94°10′48″O / 33.97306, -94.18000. Según la Oficina del Censo de los Estados Unidos, Lockesburg tiene una superficie total de 9.16 km², de la cual 9.15 km² corresponden a tierra firme y (0.11%) 0.01 km² es agua.

## Demografía
Según el censo de 2010, había 739 personas residiendo en Lockesburg. La densidad de población era de 80,72 hab./km². De los 739 habitantes, Lockesburg estaba compuesto por el 89,85% blancos, el 6,63% eran afroamericanos, el 0,41% eran amerindios, el 0,14% eran asiáticos, el 0% eran isleños del Pacífico, el 0,81% eran de otras razas y el 2,17% pertenecían a dos o más razas. Del total de la población el 2,03% eran hispanos o latinos de cualquier raza.